# Korać-Cup 1977/78
Die Saison 1977/78 war die 7. Spielzeit des Korać-Cup, der von der FIBA Europa ausgetragen wurde.
Den Titel gewann KK Partizan Belgrad aus Jugoslawien.

## Modus
Es nahmen 31 Mannschaften aus 12 Nationen teil. Zuerst spielten die 31 Teams eine Ausscheidungsrunde. Die Gewinner dieser Spiele qualifizierten sich für die Gruppenphase, die aus vier Gruppen mit je vier Teams bestand. Der Erstplatzierte jeder Gruppe erreichte das Halbfinale, gefolgt vom Finale.
Die Sieger der Spielpaarungen in Runde 1, Runde 2 und im Halbfinale wurden in Hin- und Rückspiel ermittelt. Das Finale wurde in einem Spiel an einem neutralen Ort ausgetragen.

## Teilnehmer
| Teilnehmer       | Teilnehmer | Teilnehmer                | Teilnehmer           | Teilnehmer           | Teilnehmer                   |
| Land             | Anzahl     | Mannschaften              | Mannschaften         | Mannschaften         | Mannschaften                 |
| ---------------- | ---------- | ------------------------- | -------------------- | -------------------- | ---------------------------- |
| Frankreich       | 4          | AS Berck Basket           | SC Moderne Le Mans   | Nizza Basket         | EB Orthez                    |
| Griechenland     | 4          | Panellinios Athen         | AEK Athen            | Panionios Athen      | Aris Thessaloniki            |
| Italien          | 4          | Pallacanestro Genova      | Olimpia Milano       | Pallacanestro Milano | Scavolini V. Libertas Pesaro |
| Jugoslawien      | 4          | OKK Belgrad               | KK Partizan Belgrad  | KK Bosna Sarajevo    | Cibona Zagreb                |
| Spanien          | 4          | CB Caja Rural Canarias    | Joventut de Badalona | CN Helios Saragossa  | CB Askatuak San Sebastian    |
| BR Deutschland   | 3          | 1. FC Bamberg             | SSV Hagen            | MTV Wolfenbüttel     |                              |
| Israel           | 2          | Hapoel Ramat Gan          | Hapoel Gvat/Yagur    |                      |                              |
| Österreich       | 2          | ABC Progress Graz         | ABC Maximarkt Wels   |                      |                              |
| Belgien          | 1          | RSC Anderlecht            |                      |                      |                              |
| Polen            | 1          | AKS Resovia Rzeszów       |                      |                      |                              |
| Türkei           | 1          | Şeker SK Ankara           |                      |                      |                              |
| Tschechoslowakei | 1          | Inter Slovnaft Bratislava |                      |                      |                              |

## 1. Runde
|                      | Gesamt  |                           | Hinspiel | Rückspiel |
| -------------------- | ------- | ------------------------- | -------- | --------- |
| SSV Hagen            | 198:159 | Raja Cural Canarias       | 88:67    | 110:92    |
| Pallacanestro Milano | 214:138 | ABC Maximarkt Wels        | 121:68   | 93:70     |
| Nizza Basket         | 181:172 | Hapoel Gvat/Yagur         | 88:84    | 72:66     |
| EB Orthez            | 151:192 | Joventut de Badalona      | 72:76    | 79:116    |
| RSC Anderlecht       | 185:190 | KK Partizan Belgrad       | 98:80    | 87:110    |
| Helios Saragossa     | 178:245 | Olimpia Milano            | 102:105  | 76:140    |
| AS Berck Basket      | 162:157 | Askatuak San Sebastian    | 88:87    | 74:70     |
| OKK Belgrad          | 195:148 | ABC Progress Graz         | 115:67   | 80:81     |
| Hapoel Ramat Gan     | 188:192 | Cibona Zagreb             | 85:83    | 103:109   |
| Panellinios Athen    | 124:159 | Scavolini Libertas Pesaro | 77:67    | 47:92     |
| Pallacanestro Genova | 157:146 | MTV Wolfenbüttel          | 83:72    | 74:74     |
| SC Moderne Le Mans   | 180:117 | Aris Thessaloniki         | 98:46    | 82:71     |
| AEK Athen            | 152:139 | 1. FC Bamberg             | 68:62    | 84:77     |
| AKS Resovia Rzeszów  | 177:165 | Panionios Athen           | 93:63    | 84:102    |
| Şeker SK Ankara      | 163:176 | TJ Inter Slovnaft         | 86:70    | 77:106    |

- Außerdem für die Gruppenphase qualifiziert:  KK Bosna Sarajevo (Freilos, nach Rückzug von Technische Universität Istanbul)

## Gruppenphase

### Gruppe A
| Team                    | Sp | S | N | P+  | P-  |
| ----------------------- | -- | - | - | --- | --- |
| 1. KK Partizan Belgrad  | 6  | 4 | 2 | 573 | 521 |
| 2. Nizza Basket         | 6  | 4 | 2 | 526 | 503 |
| 3. Pallacanestro Genova | 6  | 3 | 3 | 507 | 507 |
| 4. AEK Athen            | 6  | 1 | 5 | 451 | 526 |

### Gruppe B
| Team                        | Sp | S | N | P+  | P-  |
| --------------------------- | -- | - | - | --- | --- |
| 1. KK Bosna Sarajevo        | 6  | 4 | 2 | 619 | 572 |
| 2. AS Berck Basket          | 6  | 4 | 2 | 580 | 566 |
| 3. Victoria Libertas Pesaro | 6  | 3 | 3 | 557 | 590 |
| 4. TJ Inter Slovnaft        | 6  | 1 | 5 | 558 | 586 |

### Gruppe C
| Team                    | Sp | S | N | P+  | P-  |
| ----------------------- | -- | - | - | --- | --- |
| 1. Joventut de Badalona | 6  | 6 | 0 | 555 | 472 |
| 2. OKK Belgrad          | 6  | 3 | 3 | 522 | 541 |
| 3. Pallacanestro Milano | 6  | 2 | 4 | 557 | 547 |
| 4. SSV Hagen            | 6  | 1 | 5 | 530 | 604 |

### Gruppe D
| Team                  | Sp | S | N | P+  | P-  |
| --------------------- | -- | - | - | --- | --- |
| 1. Olimpia Milano     | 6  | 4 | 2 | 546 | 494 |
| 2. SC Moderne Le Mans | 6  | 4 | 2 | 555 | 505 |
| 3. Cibona Zagreb      | 6  | 4 | 2 | 537 | 520 |
| 4. Resovia Rzeszów    | 6  | 0 | 6 | 435 | 554 |

## Halbfinale
|                      | Gesamt  |                     | Hinspiel | Rückspiel |
| -------------------- | ------- | ------------------- | -------- | --------- |
| Joventut de Badalona | 209:216 | KK Partizan Belgrad | 114:109  | 95:107    |
| Olimpia Milano       | 160:177 | KK Bosna Sarajevo   | 79:76    | 81:101    |

## Finale
Das Endspiel fand in Banja Luka statt.
|                     | Ergebnis      |                   |
| ------------------- | ------------- | ----------------- |
| KK Partizan Belgrad | 117:110 n. V. | KK Bosna Sarajevo |

- Final-Topscorer:  Dražen Dalipagić (KK Partizan Belgrad): 48 Punkte